# Faculdade de Direito de Conselheiro Lafaiete
A Faculdade de Direito de Conselheiro Lafaiete é uma instituição de ensino superior com natureza jurídica sui generis mantida pela Fundação Municipal de Ensino Superior de Conselheiro Lafaiete (FUMES), uma fundação pública instituída em 1967 pela Prefeitura Municipal de Conselheiro Lafaiete, sediada na cidade de Conselheiro Lafaiete, em Minas Gerais.

## História
A FDCL se encontra em funcionamento desde 1970, quando foi autorizada o seu funcionamento, tendo tido o seu curso de graduação em Direito reconhecido pelo Ministério da Educação desde 1974, conforme o Decreto nº 73.815, de 12 de Março de 1974, estando ativa desde então como a mais antiga IES a oferecer um bacharelado em direito na microrregião de Conselheiro Lafaiete, situada ao sul da Mesorregião Metropolitana de Belo Horizonte.

## Natureza jurídicasui generis
Esta Faculdade, junto com o Centro de Ensino Superior de Conselheiro Lafaiete (CES-CL), constituem instituições com fortes vínculos com a Prefeitura Municipal de Conselheiro Lafaiete.
A FDCL possui uma natureza jurídica sui generis, o que a torna um caso ímpar no ensino superior brasileiro, pois ela é considerada como uma faculdade privada por decisão do Poder Judiciário estadual de Minas Gerais, sendo esta decisão confirmada pelos Tribunais Superiores (STJ e STF), a despeito de sua entidade mantenedora ser a FUMES, ou seja, uma fundação municipal de direito público vinculada ao Poder Executivo do Município de Conselheiro Lafaiete, conforme a lei municipal nº 4991, de 28 de dezembro de 2007.

## Ensino
O ensino da FDCL é centrado no curso de graduação em Direito. 

### Professores ilustres
- Sebastião Trogo (Professor, Doutor em Filosofia pela Universidade Católica de Lovaina)
- José Domingues Ferreira Esteves (Bacharel em Direito pela UFJF, Desembargador do TJ-MG)[7]
- Sebastien Kiwonghi Bizawu (Professor, Doutor em Direito Internacional pela Pontifícia Universidade Católica de Minas Gerais)
- Leonardo Nemer Caldeira Brant (Advogado, Doutor em Direito pela Universidade Paris Nanterre, Juiz da Corte Internacional de Justiça)[8][9]

### Alumniilustres
- Caetano Levi Lopes (Desembargador do TJ-MG, Mestre em Direito Civil pela UFMG)[10]
- Vanessa Verdolim Hudson Andrade (Desembargadora do TJ-MG)[11]
- Marco Antônio de Melo (Desembargador do TJ-MG)[12]
- Adilson Lamounier (Desembargador do TJ-MG)[13]
- Elaine Matozinhos (Delegada de polícia, ex-Deputada estadual e vereadora municipal)
- Antonio Sá da Silva (Advogado, Doutor em Direito pela Universidade de Coimbra, Professor da UFBA)[14]
- Mauro Lopes (político, Deputado Federal, ex-Ministro de Estado da Secretaria de Aviação Civil)

## Pesquisa e Extensão
A pesquisa é desenvolvida pela FDCL por meio da publicação de um periódico especializado em investigações jurídicas: a Revista Athenas (ISSN nº 2316-1833).